# Çiftevi, Ortaköy
Çiftevi là một thị trấn thuộc huyện Ortaköy, tỉnh Aksaray, Thổ Nhĩ Kỳ. Dân số thời điểm năm 2010 là 829 người.